# Limón (prowincja)
Limón – jedna z siedmiu prowincji Kostaryki, położona we wschodniej części kraju na wybrzeżu atlantyckim. Rozciąga się od granicy z Nikaraguą aż po granicę z Panamą. Ośrodkiem administracyjnym jest miasto Limón (56,7 tys.). 
Prowincja Limón graniczy na wschodzie z prowincjami Heredia, San José, Cartago i Puntarenas.
Prowincja Limón obejmuje pas nizin nadbrzeżnych o szerokości od 10 km na południu do 40 km na północy. W głębi lądu ciągną się pasma górskie Kordyliera Środkowa (Turrialba – 3399 m n.p.m.) i Cordillera de Talamanca (Cerro Chirripó – 3820 m n.p.m., Cerro Kámuk – 3554 m n.p.m., Cerro Durika – 3280 m n.p.m.). Z nich spływają do Oceanu Atlantyckiego liczne, krótkie rzeki. W prowincji Limón utworzono cztery parki narodowe, chroniące zwłaszcza przyrodę ekosystemów morskich (Tortuguero, Cahuita) i górskich (Chirripó, La Amistad).
W północnej części prowincji wzdłuż wybrzeża ciągnie się kanał wodny Tortuguero aż do okolic głównego portu morskiego kraju Limón. W prowincji Limón znajdują się niewielkie złoża ropy naftowej. Dominuje jednak rolnictwo: uprawa bananów, kakao i palmy kokosowej.
Około 50% ludności prowincji jest pochodzenia afrokaraibskiego, głównie z Jamajki. Posługują się oni językiem kreolskim, mieszanką angielskiego i hiszpańskiego.
Jest to także prowincja z najwyższym odsetkiem protestantów ewangelikalnych. Według badania z 2018 roku ewangelikalni stanowią 37% populacji prowincji. 

## Kantony
(w nawiasach ich stolice)
1. Guácimo (Guácimo)
2. Limón (Limón)
3. Matina (Matina)
4. Pococí (Guápiles)
5. Siquirres (Siquirres)
6. Talamanca (Bribri)